# Ramusella remota
Ramusella remota är en kvalsterart som först beskrevs av Ohkubo och Aoki 1995.  Ramusella remota ingår i släktet Ramusella och familjen Oppiidae. Inga underarter finns listade i Catalogue of Life.